# Lista över ishockeyklubbar i Sverige
Detta är en lista över ishockeyklubbar i Sverige (Herr) som spelar i officiella serier.

## Svenska hockeyligan
Frölunda HC, Färjestad BK, HV71, Leksands IF, Linköping HC, Luleå HF, Malmö Redhawks, Modo Hockey, IK Oskarshamn, Rögle BK, Skellefteå AIK, Timrå IK, Växjö Lakers HC, Örebro HK

## Hockeyallsvenskan
AIK, Almtuna IS, BIK Karlskoga, Brynäs IF,  Djurgården Hockey, Nybro Vikings IF, IF Björklöven, Kalmar HC, Mora IK, Södertälje SK, Tingsryds AIF, Västerviks IK, Västerås IK, Östersunds IK

## Hockeyettan
| Bodens HF Borlänge HF Borås HC Enköpings SK HK Eskilstuna Linden Hockey Forshaga IF Halmstad Hammers HC Hanvikens SK | HC Dalen Huddinge IK Hudiksvalls HC IF Troja-Ljungby IF Sundsvall Hockey Kalix HC Kristianstads IK Karlskrona HK | Kiruna AIF Kiruna IF KRIF Hockey Köping HC Lindlövens IF Mariestad BoIS HC Mörrums GoIS IK Nybro Vikings IF | Nyköpings SK Piteå HC Segeltorps IF Skövde IK Strömsbro IF Surahammars IF Tegs SK Tranås AIF Hockey | Tyringe SoSS Vallentuna Hockey Vimmerby HC Visby/Roma HK Vännäs HC Väsby IK HK Wings HC Örnsköldsvik HF |

Källa Svenska Ishockeyförbundets stats.

## Distrikt i Region Norr

### Jämtland-Härjedalens Ishockeyförbund
| - Brunflo IK - Bräcke IK - Frösö IK - IFK Strömsund - Järpens IF | - Näldens IF - Svegs IK - Svenstaviks HK - Östersunds IK |  |

### Medelpads Ishockeyförbund
| - Kovlands IshF - Matfors HC - Njurunda SK | - Sundsvall Hockey - Timrå IK - Ånge IK |  |

### Norrbottens Ishockeyförbund
| - Antnäs BK - Bodens HF - Brooklyn Tigers UHF - Haparanda HF - HaparandaTornio UHC - Hertsörinken IF - IF Boden Hockey | - Jokkmokks HF - Kalix IF - Kalix TIF - Kiruna AIF - Kiruna City HF - Kiruna IF | - Kiruna IF Ungdom - Luleå HF - Malmbergets AIF - Munksund-Skuthamns SK - Pajala HC - Piteå HC | - Rosvik IK - Studentidrotten Luleå - Sunderby SK - Älvsby IF HK - Överkalix IF - Övertorneå HF |

### Västerbottens Ishockeyförbund
| - Bolidens FFI - Bureå IF - Burträsk HC - Byske FF - Clemensnäs HC - IF Björklöven - Kågedalens AIF | - LN 91 - Lycksele SK - Lövånger-U AIK - Malå IF - MG/Arvidsjaur HC - Norsjö HC | - SK Lejon - Skellefteå AIK - Storumans IK - Tegs SK - Tegs SK Hockey Ungdom - Trixa Hockey | - Umeå Dragons HC - Umeå Kings HC - Vilhelmina IK - Vindelns HF - Vännäs HC - Åsele IK |

### Ångermanlands Ishockeyförbund
| - AIK Hockey Härnösand - Hotings IF - Husum HK - Höga Kusten HF - Järveds IF | - KB 65 HK - Kramfors-Alliansen - Modo Hockey - Ramsele IK - Sollefteå HK | - Svedjeholmens IF - Team Härnösand HC - Örnsköldsviks HF - ÖSK HK |

Data är hämtade från stats.swehockey.se, under rubriken clubs.

## Distrikt i Region Öst

### Gotlands Ishockeyförbund
| - IK Graip - Sudrets HC - Visby/Roma HK - Visby-Roma HK Ungdom |

### Stockholms Ishockeyförbund
| - AC Camelen - AIK Ishockey - Arken HC - Bele Barkarby IF - Boo HC - Brinkens IF - Brödernas Hockey - Djurgårdens IF - Drevviken HK - Duvbo IK - Flemingsbergs IK - FOC Farsta IF | - Göta Traneberg IK - Hammarby IF - Haninge Anchors HC - Hanvikens SK - Huddinge IK - Hässelby Kälvesta HC - IFK Salem - IFK Tumba - IFK Täby HC - IFK Österåker Vikings HC - IK Waxholm | - Järfälla HC - Kallhälls IF - Kista HC - KTH:s Ishockeyförening - Lidingö Islanders HC - Lidingö Vikings HC - Mälarhöjden/Bredäng Hockey - Mälarö Hockeyförening - Nacka HK - Norrort HC - Norsborgs IF | - Nynäshamns IF HC - Saltsjöbadens IF - SDE HF - Segeltorps IF - Skarpnäcks AIK - Skå IK - Sollentuna HC - Solna SK - Spånga IS IK - Stockholm Falcons IF - Sundbybergs HS | - Sundbybergs IK - Trångsunds IF - Tullinge TP HC - Vallentuna Hockey - Veteranhockeyföreningen Österåker - Viggbyholms IK - Vällingby AIK - Värmdö HC - Väsby IK HK - Älta IF - Örby IS |

### Södermanlands Ishockeyförbund
| - Eskilstuna Linden Hockey - Flens HC Flames - Gnesta IK - IFK Mariefred - Järna SK - Katrineholms HF 95 - Kringelstan Veteran HK | - Nyköpings AIK - Nyköpings SK - Södertälje SK - Åker/Strängnäs HC |

### Upplands Ishockeyförbund
| - Almtuna IS - Bålsta HC - Bålsta Stars HF - Enköpings SK HK - Gimo IF HC - Gästrike Hälsinge IF | - Hallsta IK - HC Liljan - Norrtälje IK - Rimbo IF - Roslagen HC - Sigtuna HC | - SK Iron - Tierps HK - Wattholma IF - Wings HC - Östervåla IF - Östhammars SK |

Data är hämtade från stats.swehockey.se, under rubriken clubs.

## Distrikt i Region Väst

### Dalarnas Ishockeyförbund
| - Avesta BK - Björbo IF - BK Ockra Hockey - Borlänge HF - Falu IF - Hedemora SK | - Häradsbygdens SS - IFK Ore - Kvarnsvedens GoIF IK - Leksands IF - Ludvika Hockey - Långshyttan HC | - Malungs IF - Mora IK - Orsa IK - Skedvi/Säter IF - Skogsbo SK - Smedjebacken HC | - Säters IF - Vansbro AIK IK - Älvdalen HC |

### Gästriklands Ishockeyförbund
| - Brynäs IF - Gävle GIK - Hedesunda IF - Hille/Åbyggeby IK - Hofors HC | - IK Huge - IK Sätra - Ockelbo HC - Robertsholms IK - Sandvikens IK | - Skutskärs SK - Strömsbro IF - Valbo HC |

### Hälsinglands Ishockeyförbund
| - Alfta GIF Hockey - Bollnäs IS - Gällsta IK - Hudiksvalls HC | - Järvsö IK - Lindefallets SK - Söderhamn/Ljusne HC - Söderhamns IK |

### Värmlands Ishockeyförbund
| - Arvika HC - BIK Karlskoga - BIK Ungdom HK - Charlottenbergs HC - Filipstads IF | - Forshaga IF - Färjestad BK - Grums IK - Hammarö HC - IFK Munkfors | - Karlskoga IK - Kils AIK IK - Kristinehamns HT - Nor IK - Sunne IK | - Säffle HC - Viking HC |

### Västmanlands Ishockeyförbund
| - IFK Arboga IK - Fagersta AIK - Hallstahammars HK - Kungsörs IK | - Köping HC - Sala HK - Surahammars IF - Västerås IK Ungdom | - Västerås IK - Västerås Pickles HC |

### Örebro Läns Ishockeyförbund
| - Fellingsbro/Frövi IK - Guldsmedshytte SK - HC Örnen - Hällefors IK | - IFK Hallsberg Hockey - Kumla HC - Lindlövens IF | - Nora HC - Örebro HK - Örebro Hockey UF |

Data är hämtade från stats.swehockey.se, under rubriken clubs.

## Distrikt i Region Syd

### Blekinge Ishockeyförbund
| - Carlshamns Crusaders HC - Jämshög Saints Hockeyclub - Karlskrona HK | - KRIF Hockey - Mörrums GoIS IK - Olofströms IK | - Ronneby IK - Sölvesborgs IK - Örlogsstaden HK Admirals |

### Bohuslän Dals Ishockeyförbund
| - Lions HC Strömstad - Lysekils HK Viking - Munkedals BK - Rönnängs IK | - Stenungsund HF - Uddevalla HC - Åmåls SK |

### Göteborgs Ishockeyförbund
| - Bokasport SK - Bäcken HC - Chalmers Blue MCR - Falkenbergs HK - Flyers HC | - Frölunda HC - Göteborg HC - Göteborgs IK - Hanhals IF - Herrings HC - Hisingens IK | - Hovås HC - Härryda HC - IF Mölndal Hockey - IK Raid - Järnbrotts HK - KB-Knights IK | - Kungsbacka HC - Kungälvs IK - Kållered SK - Lerums BK - Partille HK | - Rambergets HC - Skärgårdens SK - Varberg Vipers - Åby HC |

### Skånes Ishockeyförbund
| - Frosta HC - Glimma HK - Halmstad Hammers HC - Helsingborg HC Ungdom - IF Lejonet | - IF Malmö Redhawks - IK Pantern - Jonstorps IF IshF - Kristianstad IK - Limhamn HK - BK Flagg | - Lund Giants HC - Osby IK - Rögle BK - Trelleborgs IF - Tyringe SoSS | - Wästra Allmänna FF - Åstorps IK |

### Smålands Ishockeyförbund
| - Alvesta SK - Black Wings HC - Boro/Vetlanda HC - Diö GoIF HK - Eksjö HC - Gislaveds SK | - Hageskruvs Flyers HF - HC Dalen - HC Hawks - HA74 - HV71 - IF Troja-Ljungby | - IK Oskarshamn - Kalmar HC - Lakers Lakejers IF - Lenhovda IF - Nybro Vikings IF - Nässjö HC | - Rydaholms SK - Skillingaryds IS - Tingsryds AIF - Tranås AIF Hockey - Vimmerby HC - Virserums SGF | - Värnamo GIK - Västerviks IK - Växjö Lakers HC - Åseda IF |

### Västergötlands Ishockeyförbund
| - Borås HC - Fotskäls HC - Fritsla HK - Grästorps IK | - HC Lidköping Red Roosters - IFK Falköping IK - LN 70 HC - Mariestad BoIS HC | - Nittorps IK - Skara IK - Skövde IK - Sörhaga/Alingsås HK | - Tibro IK - Tidaholms HF - Trollhättans HC - Töreboda HF | - Ulricehamns IF - Vårgårda HC - Vänersborgs HC |

### Östergötlands Ishockeyförbund
| - HC Wettern - HC Vita Hästen - HK Lintek Make Believes - IK Guts Finspång | - Linköping HC - Linköping Mighty Ravens HC - Mjölby HC - Motala AIF HK | - Skärblacka IF - Valdemarsviks IF |

Data är hämtade från stats.swehockey.se, under rubriken clubs.

### Webbkällor
1. ↑  ”SHL | stats.swehockey.se”. stats.swehockey.se. https://stats.swehockey.se/ScheduleAndResults/Overview/13469. Läst 8 augusti 2023.
2. ↑  ”HockeyAllsvenskan | stats.swehockey.se”. stats.swehockey.se. https://stats.swehockey.se/ScheduleAndResults/Overview/13470. Läst 8 augusti 2023.
3. ↑  ”Hockeyettan Norra | stats.swehockey.se”. stats.swehockey.se. https://stats.swehockey.se/ScheduleAndResults/Overview/13509. Läst 24 juli 2022.
4. ↑  ”Hockeyettan Södra | stats.swehockey.se”. stats.swehockey.se. https://stats.swehockey.se/ScheduleAndResults/Overview/13532. Läst 24 juli 2022.
5. ↑  ”Hockeyettan Västra | stats.swehockey.se”. stats.swehockey.se. https://stats.swehockey.se/ScheduleAndResults/Overview/13475. Läst 24 juli 2022.
6. ↑  ”Hockeyettan Östra | stats.swehockey.se”. stats.swehockey.se. https://stats.swehockey.se/ScheduleAndResults/Overview/13534. Läst 24 juli 2022.
7. 1 2 3 4  ”stats.swehockey.se Official Statistics”. Svenska Ishockeyförbundet. https://stats.swehockey.se/. Läst 7 februari 2023.
8. ↑  ”Skånes Ishockeyförbund”. Svenska Ishockeyförbundet. https://stats.swehockey.se/District/Skane. Läst 29 december 2023.